# Médersa mérinide de Oujda
 (janvier 2018).

La médersa mérinide de Oujda, au Maroc, fut édifiée en 1335 par le sultan Abu Ya'qub.